# Ludgeriplatz
Der Ludgeriplatz ist ein Platz in Münster in Westfalen, der einen zweistreifigen Kreisverkehr beheimatet.

## Lage
Er liegt am südlichen Rand der Münsteraner Innenstadt, direkt an der Promenade. Zentrum des Platzes ist ein großer, zweistreifiger Kreisverkehr („Ludgerikreisel“), der einen der wichtigsten Verkehrsknotenpunkte in Münster darstellt. Insgesamt sechs Straßen führen zu ihm hin bzw. von ihm weg, davon die vier Hauptverkehrsstraßen Moltkestraße, Hammer Straße, Hafenstraße sowie Schorlemerstraße. Die Straße Am Kanonengraben verläuft parallel zur Promenade, während die Ludgeristraße in die Innenstadt Münsters führt. Moltke- und Hammer Straße waren zudem bis 2020 Teil der Bundesstraße 54.

## Geschichte
Benannt ist der Platz nach dem friesischen Missionar Liudger, der als Gründer der Stadt angesehen wird. Er befindet sich an der Stelle des ehemaligen Ludgeritors, einem Turmtor, das sich zwischen dem Ende des 12. Jahrhunderts und dem Jahr 1785 in der Stadtbefestigung befand. Das Tor wurde so benannt, weil sich auf der Innenseite der Stadtbefestigung in unmittelbarer Nähe die noch heute bestehende Kirche St. Ludgeri befindet. Zusätzlich geschützt wurde es bis 1654 durch ein Rondell. Da es 1652 durch einen Erdrutsch beschädigt wurde, wurde es ab 1654 durch eine größere Bastion ersetzt. Reste dieser Verteidigungsanlage wurden bei Umbauarbeiten im Jahre 2008 entdeckt. Im Jahre 1876 wurde die ehemalige Befestigungsanlage vor dem Stadttor in eine Grünanlage umgewandelt. Der Straßenverlauf ist seit etwa den 1880er Jahren als unverändert dokumentiert. Seit 1936 befindet sich an dieser Stelle ein Kreisverkehr als wichtiger Verkehrsknotenpunkt.

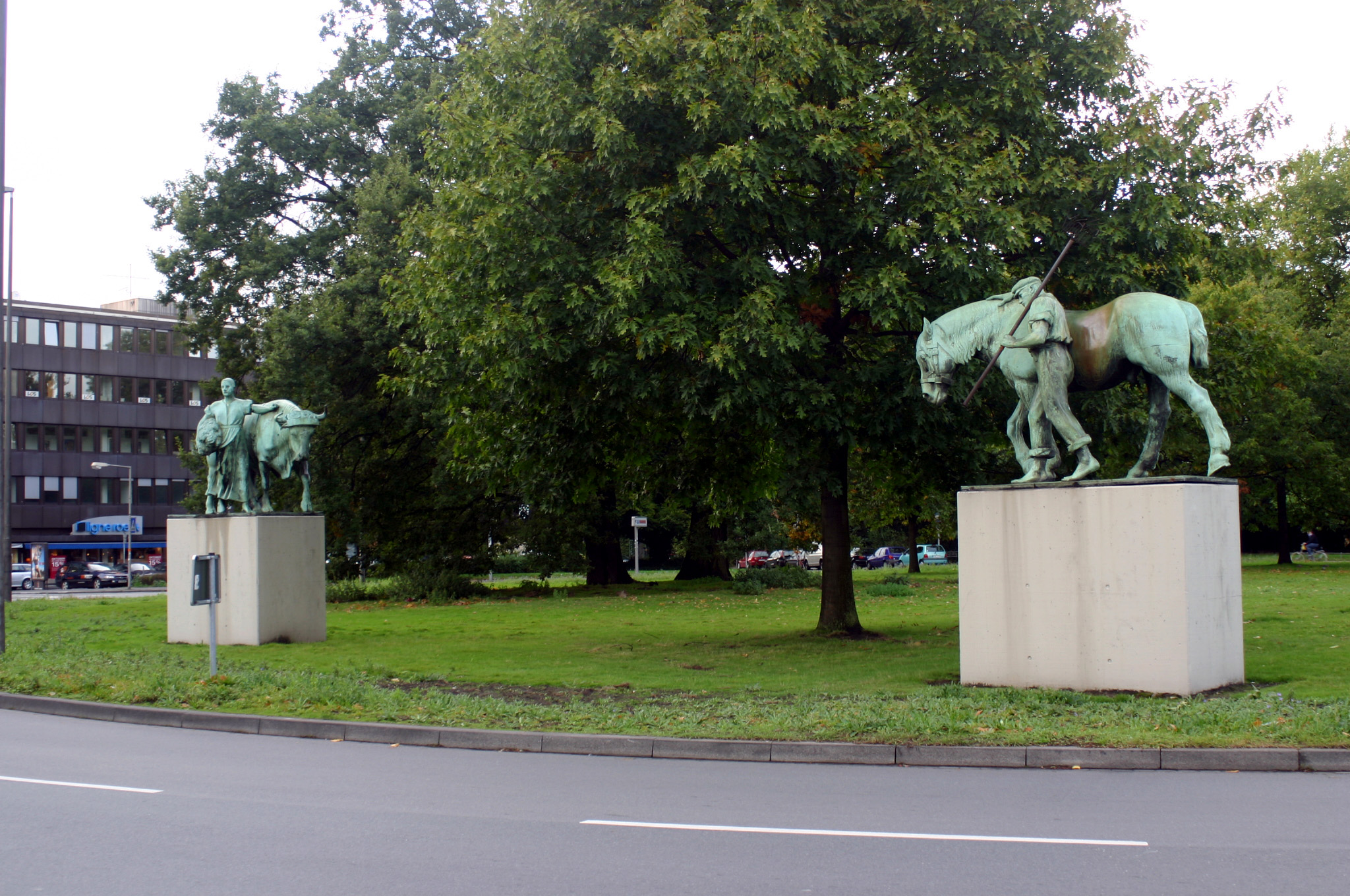
„Knecht mit Pferd“ und „Magd mit Stier“ am Ludgeriplatz

Besondere Sehenswürdigkeiten sind die zwei Bronzeskulpturen „Knecht mit Pferd“ und „Magd mit Stier“, die Rémy Zaugg im Zuge der Skulptur.Projekte 1987 wieder an ihren ursprünglichen Standort zurückversetzte und die schon um 1912 die einziehende Landbevölkerung begrüßt haben.

## Verkehrsaufkommen
Das Verkehrsaufkommen beträgt rund 30.000 bis 38.000 Kraftfahrzeuge sowie 12.000 Radfahrer pro Tag. Die Autofahrer bewegen sich vornehmlich in Ost-West-Richtung, während der überwiegende Teil der Radfahrer den Kreisverkehr in Nord-Süd-Richtung durchqueren. Eine Vielzahl von Buslinien fahren die beiden Haltestellen am Ludgeriplatz an.
Insbesondere in den Morgenstunden sowie im Feierabendverkehr zeichnet sich der Ludgeriplatz durch Rückstau zur Weseler Straße sowie zähfließenden Verkehr aus. Sämtliche Querungen der angrenzenden Straßen sind mit Zebrastreifen versehen. An diesen bildet sich bei kontinuierlichem Fußgängerfluss insbesondere in der Nähe der beiden Bushaltestellen für die motorisierten Verkehrsteilnehmer regelmäßig ein nicht unerheblicher Rückstau. Daher wurde von Münsteraner Bürgern angeregt, den Fußgängerstrom durch Ampeln zu steuern, so dass der motorisierte Verkehrsfluss innerhalb des Ludgeriplatzes nicht zum Erliegen kommt.

## Unfallschwerpunkt
Der Kreisverkehr des Ludgeriplatzes ist einer der Unfallschwerpunkte der Stadt Münster. Jedes Jahr werden mehrere Radfahrer durch Unfälle mit Kraftfahrzeugen schwer verletzt, drei Radfahrer sind bislang dabei ums Leben gekommen. Um die Unfallgefahr zu reduzieren, wurde der Kreisverkehr im Jahr 2008 umgebaut. Zudem sind sämtliche Zufahrtsstraßen an den Einmündungen in den Kreisverkehr mit Stop-Schildern versehen.
Im Jahr 2011 zogen sich 14 Radfahrer bei Unfällen mit Autofahrern Verletzungen zu, im folgenden Jahr ging die Zahl auf elf verletzte Radfahrer zurück. Im Jahr 2013 ereigneten sich in Münster weniger Verkehrsunfälle als im Vorjahr. Dennoch kam es an jedem dritten Tag zu Blechschäden im Kreisverkehr, dabei wurden 17 Verkehrsteilnehmer verletzt. Damit stellt der Ludgeriplatz weiterhin neben der Wolbecker Straße und dem Yorkring auf Höhe der Gasselstiege einen der drei Unfallhäufungspunkte des Stadtgebiets dar.
Um dem Verkehrsaufkommen Herr zu werden und gleichzeitig den Ludgeriplatz als Unfallschwerpunkt zu entschärfen, werden regelmäßig Vorschläge zur Entzerrung der Verkehrsströme vorgebracht. Der niederländische Hovenring wird als Vorbild gehandelt, die Radfahrer vom übrigen Verkehr zu trennen, um dieses Ziel zu erreichen.

## Anlieger

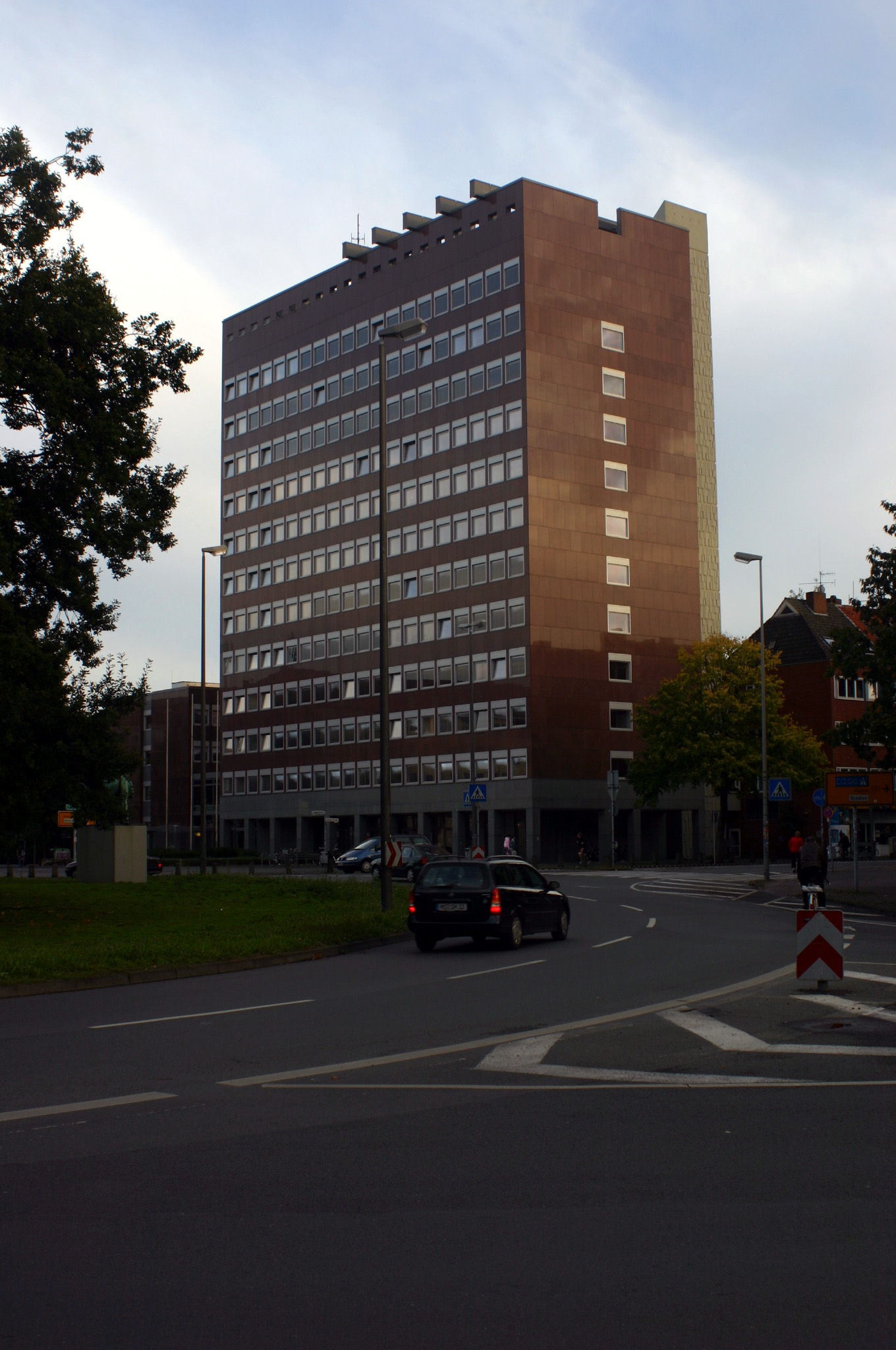
Das „Stadthaus 2“ am Ludgeriplatz

Am Ludgeriplatz befinden sich drei öffentliche, kostenpflichtige Parkplätze. Zwischen Hammer Straße und Hafenstraße befindet sich das Stadthaus 2. Die Musikhochschule Münster ist zwischen Schorlemerstraße und Ludgeristraße zu finden. Zwischen der Straße Am Kanonengraben sowie der Moltkestraße befindet sich ein Bürogebäude, in dem jahrelang die örtliche Niederlassung des ADAC untergebracht war. Dieses Gebäude, das neben 4300 Quadratmetern Nutzfläche auch über eine Tiefgarage verfügt, wurde im Oktober 2013 von einem Münsteraner erworben und soll nun saniert werden, nachdem es zuvor jahrelang einem luxemburgische Immobilienfonds gehört hatte.